# マーガレット・ベケット
マーガレット・ベケット（Margaret Mary Beckett, 旧姓Margaret Mary Jackson, 1943年1月5日 - ）は、イギリスの政治家。労働党所属の庶民院議員(11期)。外務・英連邦大臣(第14代)、環境・食料・地方問題担当国務大臣(初代)、庶民院院内総務(第83代)を歴任した。

## 来歴
マーガレット・ジャクソンは1943年にイングランドのアシュトン・アンダー・ラインにおいて、大工の父の娘として生まれた。母はアイルランド出身のカトリック教徒であった。姉妹は後に修道女となっている。マーガレットはノートル・ダム高校（ノリッジ）において教育を受け、マンチェスター科学技術大学において金属工学を専攻した。後にマンチェスター・メトロポリタン大学にも在籍している。
1961年にジャクソンはアソシエイテッド・エレクトリカル・インダストリーズに学生見習いとして入社した。1964年には運輸および一般労働者同盟に加盟し、それから40年にわたり構成員として登録している。1966年には会社を退社し、マンチェスター大学の実験助手として就職した。1970年に労働党の工業問題担当職員として働き始めた。
1973年に彼女はリンカン選挙区の労働党候補に選出された。元労働党候補を相手にした1974年2月の総選挙においては1200差で敗北している。選挙後はジュディス・ハートの助手として勤務したが、ハロルド・ウィルソンが再度の選挙を設定したため、行われた同年10月の総選挙においては420票差で勝利を収めた。
選挙の直後に、彼女はジュディス・ハートの政務秘書官に任命された。1975年にはハロルド・ウィルソン首相により院内幹事に就任し、さらに1976年にはジェームズ・キャラハンにより、歳出削減に反対して辞任したジョーン・レスター教育科学庁政務次官の後任に任命された。しかし1979年の総選挙で落選し、辞任した。勝利したのは保守党候補のケネス・カーライルで、602票の僅差であり、リンカン選挙区では1935年以来の保守党の勝利であった。
2022年3月26日、次期総選挙に立候補せず引退することを表明した。

## 外交
外相就任中の2007年5月に日本の麻生太郎外務大臣と会談を行なった。